# 单人电子游戏

《小精靈》是經典單人電子遊戲之一

在电子游戏中，单人游戏是指一个里面只提供单个玩家通关或者进行其他活动的游戏。但是多人游戏中也有可能提供单人游戏模式，單人遊戲通常是只能由一個人玩的遊戲，而“單人模式”通常是設計為單人玩的遊戲模式，儘管遊戲也包含多人模式。
大多數現代主機遊戲和街機遊戲都設計為可以由單人玩； 儘管這些遊戲中有許多具有允許兩個或多個玩家玩（不一定同時）的模式，但實際上很少有遊戲需要超過一個玩家才能玩。「Unreal Tournament」系列就是這樣的一個例子。

## 历史
最早的電子遊戲，例《雙人網球》 (1958年)、《太空戰爭！》（1962年）和《乓》（1972年）是設計為由兩個玩家玩的對稱遊戲。單人遊戲在此之後才開始流行，早期的遊戲有Speed Race （1974年）和《太空侵略者》（1978年）。
根據拉夫·科斯特的說法，其原因歸結為幾個因素的組合：越來越複雜的計算機和界面支持不對稱遊戲玩法、合作遊戲玩法和遊戲框架內的故事交付，以及大多數早期遊戲玩家的事實。具有內向的人格類型（根據邁爾斯-布里格斯人格類型指標）。
儘管大多數現代遊戲都將單人遊戲元素作為核心或幾種遊戲模式之一，但電子遊戲行業目前將單人遊戲視為遊戲未來的外圍設備，Electronic Arts副總裁Frank Gibeau表示2012年，他沒有批准將一款遊戲開發為單人遊戲體驗。
在2017年10月 Electronic Arts（EA）關閉 Visceral Games 後，單人 AAA 遊戲的財務可行性問題被提出。Visceral 一直是一個工作室，它以死亡空間的強大敘事單人遊戲為重點，並且在關閉時一直在開發單人線性敘事星球大戰遊戲； EA 在此之後宣布，他們將把遊戲帶向不同的方向，特別是“更廣泛的體驗，允許更多的多樣性和玩家代理”。 [6]許多評論員認為 EA 做出了改變，因為他們不相信擁有 AAA 級預算的工作室能夠根據流行的《星球大戰》系列製作出可行的單人遊戲。除此之外，以及前一年主要是 AAA 單人遊戲（生化危機 7、Prey、Dishonored 2 和 Deus Ex：Mankind Divided）與財務成功的多人遊戲以及提供遊戲的遊戲的銷量相對較差即服務模式（《守望先鋒》、《命運 2》和《星球大戰前線 2》）對許多人來說表明 AAA 的單人模式正在減弱，2017在完成《質量效應仙女座》的遊戲設計工作後離開 EA 的 Manveer Heir 承認，EA 內部的文化反對單人遊戲的開發，並且隨著 Visceral 的關閉，“線性單人三 A 遊戲在 EA 上暫時死了”。Bethesda 於 2017 年 12 月 7 日決定與 Lynda Carter 合作推出公共安全公告以拯救單人遊戲。
幾年後的 2021 年，據報導，繼 2020 年成功推出《星球大戰絕地：墮落武士團》之後，EA 重新燃起了對單人遊戲的興趣。該公司仍計劃發布具有多人遊戲組件的現場服務遊戲，但開始評估其 IP 目錄可讓更多單人遊戲重獲新生，例如重製《死亡空間》系列。 [13]大約在同一時間，Xbox 遊戲工作室負責人 Phil Spencer 表示，儘管市場的財務驅動力往往是現場服務遊戲，但他們仍然看到了敘事驅動的單人遊戲的一席之地。 Spencer 表示，以 AAA 級預算開發此類游戲可能存在風險，但藉助雲遊戲和訂閱服務等服務的可用性，他們可以及早評估觀眾對這些遊戲的反應，並在發布前降低風險。

### 误解
其实一般的单人游戏也会有其他的模式允许多人一起进行游戏，也有一些号称“单人游戏”的游戏其实需要一个以上的玩家一起进行游戏。
在中国大陆，因为长时间网络不畅，且少有玩家购买正版游戏，欧美厂商很少向针对欧美市场一样投入资金运行服务器，玩家群中也很少有人自己运行服务器。所以造成，单机游戏即是单人游戏的误区。

### 类型
最受欢迎的单人游戏一般都是第一人称射击，角色扮演和动作等类型的。
单人类型的第一人称射击游戏的最大买点就是故事主线和炫目的图像效果，还有就是极为拟真的游戏中的人物和敌人。这方面作的比较突出的有半条命、毁灭战士3和半条命2。一般这类游戏不用学习太多的技巧，很容易上手。
现在许多游戏继承了最初的设计。比如一些谜题类游戏、俄罗斯方块或者类似于最终幻想的角色扮演游戏。最新的大型多人在线角色扮演游戏（MMORPG）比如无尽的任务也是单人游戏的重要组成部分。